# NTR: Netsuzou Trap
NTR: Netsuzou Trap (捏造トラップ-NTR-, Netsuzō Torappu -NTR-, littéralement Piège Trompeur -NTR-) est une série de manga yuri créée par Kodama Naoko. La série est pré-publiée dans le magazine Comic Yuri Hime du 18 novembre 2014 au 18 décembre 2017, puis compilée en six tomes entre juin 2015 et janvier 2018. Une adaptation en anime est diffusée du 5 juillet 2017 au 20 septembre 2017.

## Synopsis
Yuma et Hotaru sont meilleures amies depuis leur enfance. Yuma a toujours veillé sur son amie, en la protégeant contre les brutes. Désormais, les deux filles sont en deuxième année de lycée, et Hotaru est tout sauf fragile et innocente. Pour la première fois Yuma a un petit ami, Takeda, et est nerveuse. Hotaru lui propose donc de faire une « répétition » pour l'aider, car elle a plus d’expérience sur le sujet. Cela conduit les deux filles à s'embrasser, et alors que Hotaru déclare à Yuma qu'elle sait désormais comment embrasser un garçon, celle-ci pense à quel point ce baiser était plus agréable que celui échangé précédemment avec son petit ami. Alors que le temps passe, Yuma a peur que Takeda découvre les détails de la relation qu'elle entretient avec Hotaru, bien qu'elle n'explique pas elle-même les étranges sentiments qu'elle éprouve aux côtés de son amie.
À l'origine, l'auteure voulait écrire une histoire entre deux épouses, mais trouvait que les personnages paraissaient trop âgées. Elle a alors rajeunit ses héroïnes à l'âge de lycéenne, car elle aimait le résultat « soap opera ».
Les lettres NTR dans le titre signifient netorare qui correspond à l'adultère en japonais, car les deux héroïnes trompent mutuellement leurs petits-amis.

## Personnages
Yuma Okazaki (岡崎由真, Okazaki Yuma)
Voix japonaise : Ai Kakuma
Personnage principal de l'histoire, Yuma est en seconde année de lycée avec sa meilleure amie Hotaru. Quand elle a son premier petit ami Takeda, elle ne sait pas trop comment agir et va demander conseils auprès de Hotaru. Elle est surprise lorsque celle-ci flirt avec elle, mais n'arrive pas à s'expliquer le plaisir qu'elle éprouve à être embrassée par son amie. Elle est nerveuse à l'idée que Takeda les surprenne dans un moment intime et découvre la vérité sur leur relation.
Hotaru Mizushina (水科ほたる, Mizushina Hotaru)
Voix japonaise : Hiromi Igarashi
Hotaru est la meilleure amie de Yuma depuis leur enfance. À cette époque, Yuma la protégeait toujours contre les brutes de l'école, mais aujourd’hui c'est Hotaru qui est la plus osée. Même si elle a eu de nombreux petits amis, Hotaru regrette que son amie ne veille plus sur elle comme avant. Elle est très entreprenante concernant sa relation avec Yuma, et esquisse le premier geste vers elle à la moindre occasion.
Takeda (武田)
Voix japonaise : Ryōta Ōsaka
Un ami et camarade de classe de Fujiwara et Hotaru, et le petit ami de Yuma. C'est un garçon sympathique, et tout comme Yuma, c'est la première fois qu'il a une petite amie et fait du mieux qu'il peut pour se débarrasser de sa timidité. Il ignore tout de la relation dépassant la simple amitié que cachent Yuma et Hotaru, bien qu'il ait des soupçons à plusieurs reprises.
Fujiwara (藤原)
Voix japonaise : Daisuke Ono
Un ami de Yuma et Takeda. Bien que Hotaru soit sa petite amie, il sait qu'elle n'est pas attachée à lui. Il est d'ailleurs tout aussi froid envers elle, qu'elle l'est envers lui. Enfin, contrairement à son ami Takeda, il a découvert la relation que partagent les deux filles.

## Médias

### Manga
La parution de NTR: Netsuzou Trap a débuté le 18 novembre 2014 dans le numéro de janvier 2015 du magazine de prépublication Comic Yuri Hime, et s'est terminée le 18 décembre 2017 dans le numéro de février 2018. L'intégralité des chapitres a été réunie dans six tankōbons publiés du 18 juin 2015 au 18 janvier 2018. C'est Seven Seas Entertainment qui dispose des droits de la licence en Amérique du Nord, et son fondateur Jason DeAngelis a déclaré que les lecteurs demandaient plus d'œuvres yuri et a comparé la série à Citrus en termes de plaisir potentiel.

#### Liste des volumes
| no | Japonais         | Japonais          |
| no | Date de sortie   | ISBN              |
| -- | ---------------- | ----------------- |
| 1  | 18 juin 2015     | 978-4-758-07433-9 |
| 2  | 18 mars 2016     | 978-4-758-07528-2 |
| 3  | 18 novembre 2016 | 978-4-758-07615-9 |
| 4  | 18 avril 2017    | 978-4-758-07659-3 |
| 5  | 18 juillet 2017  | 978-4-758-07709-5 |
| 6  | 18 janvier 2018  | 978-4-758-07770-5 |

### Anime
Une adaptation en série télévisée est diffusée du 5 juillet 2017 au 20 septembre 2017 à la télévision sur Tokyo MX 1 et AT-X, et en streaming sur Abema TV, GYAO!, Niconico, Hikari TV, Video Market, Rakuten ShowTime, FOD, et Amazon Video. Le scénario est écrit par Words in Stereo et Yūichi Uchibori, et l'anime réalisé par Hisayoshi Hirasawa et produit par Creators in Pack. La générique d'ouverture « Blue Bud Blue » est interprété par Haruka Tōjō.

#### Liste des épisodes
| No | Titre français                               | Titre japonais                       | Titre japonais                         | Date de 1re diffusion |
| No | Titre français                               | Kanji                                | Rōmaji                                 | Date de 1re diffusion |
| --- | -------------------------------------------- | ------------------------------------ | -------------------------------------- | --------------------- |
| 01 | Notre petit secret entre filles              | 女の子同士のヒミツ                   | Onnanoko Dōshi no Himitsu              | 5 juillet 2017        |
| Yuma est au karaoké avec Takeda, Hotaru et Fujiwara. Yuma est complètement désorientée quand Hotaru commence à flirter avec elle. Lorsque les deux couples se séparent, Takeda surprend Yuma en l'embrassant. De retour chez elle, Yuma raconte les évènements à Hotaru, qui en profite pour l'embrasser par surprise à son tour. Celle-ci se justifie ensuite en faisant passer ses actes pour de « l’entraînement ». |                                              |                                      |                                        |                       |
| 02 | Tu trouves pas ça bizarre ?                  | あの二人ってさ…                      | Ano Futari tte sa...                   | 12 juillet 2017       |
| Takeda invite Yuma à dormir chez lui. Toutefois, après avoir une remarque évoquant une pointe de jalousie de la part de Hotaru, il décide de les inviter également, elle et Fujiwara, à un parc d'attraction. Après un comportement agressif de Fujiwara envers elle, Hotaru fait de nouvelles avances à Yuma, ce qui rend Fujiwara suspicieux. |                                              |                                      |                                        |                       |
| 03 | On devrait continuer l'entraînement          | また練習しよっか                     | Mata Renshū Shiyokka                   | 19 juillet 2017       |
| Le groupe d'amis part en voyage dans une station de ski, où Hotaru continue de séduire Yuma dans les bains. Alors que les choses entre elles s'intensifient le lendemain, Fujiwara les surprend en train de s'embrasser, et utilise cela pour faire chanter Hotaru. |                                              |                                      |                                        |                       |
| 04 | Moi aussi, je le trompe                      | …私も浮気してるし？                  | ... Watashi mo Uwaki shiteru?          | 26 juillet 2017       |
| Après avoir remarqué que Hotaru et Fujiwara avaient couché ensemble, Yuma tente de passer la nuit avec Takeda. Toutefois, celle-ci se retrouve incapable de faire quoi que ce soit, mettant une distance dans sa relation avec Takeda. Ayant entendu des rumeurs rapportant que Fujiwara tromperait Hotaru, Yuma décide d'aller chez son amie pour l'en informer. Elle découvre alors cette dernière avec une blessure à l’œil. Quand Yuma lui demande ce qu'elle pense des rumeurs concernant Fujiwara, Hotaru lui fait remarquer qu'elle-même le trompe avec Yuma, avant de commencer une fois de plus à l'attoucher pendant qu'elle est au téléphone avec Takeda. |                                              |                                      |                                        |                       |
| 05 | J'en ai trop marre de moi-même               | 自分が嫌で仕方ないよ……               | Jibun ga Iya de Shikatanai yo……        | 2 août 2017           |
| Alors qu'elle se prépare pour un rendez-vous avec Takeda, Yuma va chez Hotaru et découvre que celle-ci a un œil au beurre noir. Yuma suspecte Fujiwara d'en être la cause et essaie durant trop longtemps de le faire avouer, la conduisant à être en retard pour son rendez-vous. Arrivée sur les lieux du rendez-vous, Yuma reçoit un appel de Takeda, déjà rentré chez lui, lui déclarant qu'il préférerait passer un peu de temps séparés. Le lendemain, après avoir passé la nuit chez Hotaru, les deux filles sont approchées par Fujiwara, qui menace une fois encore de dévoiler leur relation à Takeda.                                                     |                                              |                                      |                                        |                       |
| 06 | Tu t'attendais à un bisou ?                  | キスされると思った?                  | Kisu Sareruto Omotta?                  | 9 août 2017           |
| Hotaru explique à Yuma sa relation avec Fujiwara. Yuma se souvient de sa jalousie envers les amourettes de Hotaru. |                                              |                                      |                                        |                       |
| 07 | On restera toujours meilleures amies, hein ? | 親友でいられるよね？                 | Shinyū de Irareru yo ne?               | 16 août 2017          |
| Hotaru essaie de changer son comportement envers Yuma et tente de la réconcilier avec Takeda. |                                              |                                      |                                        |                       |
| 08 | Ces sentiments incontrôlables                | 制御できない感情                     | Seigyo Dekinai Kanjō                   | 23 août 2017          |
| Yuma et Takeda ont l'air de mieux s'entendre. Hotaru a pris un petit boulot après l'école, ce qui n'est pas du goût de Yuma. |                                              |                                      |                                        |                       |
| 09 | Vas-y, refile-moi ta grippe                  | 私に、風邪うつして……?                | Watashi ni, Kaze Utsushite...?         | 30 août 2017          |
| Yuma a du mal à concilier son temps entre les cours du soir et sa vie privée. En plus, elle a décidé d'accompagner Hotaru dans son nouveau travail. |                                              |                                      |                                        |                       |
| 10 | Comment définir notre relation ?             | この関係は何なんだろう               | Kono Kankei wa Nani Nandarō            | 6 septembre 2017      |
| Hotaru et Yuma ont repris leurs mauvaises habitudes. Hotaru et Fujiwara se souviennent d'un accord passé entre eux à propos de leur relation particulière. |                                              |                                      |                                        |                       |
| 11 | Vraiment, merci… et pardon…                  | ありがとう、ごめんね                 | Arigatō, Gomen ne                      | 13 septembre 2017     |
| Alors qu'elle fait part de ces problèmes à Takeda, Yuma commence à suspecter qu'elle pourrait être amoureuse de Hotaru. Quand elle essaie d'avouer ses sentiments à cette dernière, celle-ci évite simplement le sujet. Le soir venu, Yuma entend des bruits dans l'appartement de Hotaru et surprend Fujiwara en train de la battre. |                                              |                                      |                                        |                       |
| 12 | Pourquoi j’ai mis si longtemps à capter ?    | どうして今まで気づかなかったんだろう | Dōshite Imademo Kidzuka Nakattan Darou | 20 septembre 2017     |
| Yuma essaie de convaincre Hotaru de rompre avec Fujiwara, mais celle-ci ne veut rien entendre. Après avoir reçu les encouragements de Takeda et confronté Fujiwara, Yuma réalise finalement que Hotaru avait également des sentiments envers elle tout ce temps. Elle lui confesse alors son amour. |                                              |                                      |                                        |                       |

## Réception
Rebecca Silverman d'Anime News Network a donné à la série une note globale de C+. Elle pointe du doigt le fait qu'il n’apparaît pas que Hotaru aime particulièrement Yuma, mais que cela pourrait être dû à des problèmes passés. Elle continue en disant que la romance non consensuelle pourrait en refréner certains, et critique les dessins des parties supérieures des personnages. Silverman ajoute que contrairement à Hotaru, les lecteurs ont une bonne impression à propos de Yuma, et apprécie les dessins représentants les jambes des personnages. La fondatrice de la Yuricon, Erica Friedman décrit l'histoire comme étant « terrifiantastique », déclarant qu'elle traite de filles se mettant nues pour se faire des choses, alors que leurs petits amis sont « commodément absents de la pièce ». Sean Gaffney de Manga Bookshelf écrit que le premier volume n'est pas fait pour sa cible éditoriale et le recommande plutôt pour des garçons majeurs qui apprécient les relations charnelles entre filles.